# Lythria cruentaria
Ensanglantée de l'Oseille
Espèce
Synonymes
- Lythria purpurata (Linnaeus, 1761)[1]
- Phalaena cruentaria Hufnagel, 1767[1]
- Phalaena purpurata Linnaeus, 1761[1]
- Phalaena rotaria Fabricius, 1798[1]

Lythria cruentaria, l’Ensanglantée de l'Oseille est une espèce de papillons de famille des Geometridae et qui se rencontre en Europe.

## Systématique
L'espèce Lythria cruentaria a été décrite pour la première fois en 1767 par l'entomologiste allemand Johann Siegfried Hufnagel (1724-1795) sous le protonyme Phalaena cruentaria.
Longtemps considéré comme une sous-espèce de Lythria cruentaria, le taxon ibérique et pyrénéen Lythria cruentaria sanguinaria est désormais reconnu comme une espèce à part entière.

## Description
La longueur des ailes antérieures de Lythria cruentaria varie de 9 à 13 mm. Cette espèce vole en deux ou trois générations de fin avril à fin septembre.
Les plantes hôtes de sa chenille sont les oseilles et, essentiellement, Rumex acetosella. 